# Gospel Plow
Gospel Plow (conosciuta anche come Hold On) è una canzone folk tradizionale statunitense. Il titolo si basa su un passo biblico del vangelo di Luca (precisamente capitolo 9, versetto 62).

## Incisioni
- Duke Ellington al Festival Jazz di Newport del 1958
- The Folksmiths, con Joe Hickerson - We've Got Some Singing To Do nel 1958
- Odetta Odetta at Carnegie Hall 1961
- Clara Ward and Her Singers nel 1962
- Bob Dylan nel suo omonimo album di debutto del 1962
- Peggy Lee - 2 Shows Nightly 1968
- Screaming Trees - Dust 1996
- Old Crow Medicine Show - Greetings from WAWA - 2000
- The Hackensaw Boys - Look Out - 2007
- Charlie Parr - Keep Your Hands On The Plow - 2011
- Elizabeth Cook - Gospel Plow - 2012
- Moses Hogan - The Moses Hogan Choral Series 2003: This Little Light of Mine
- Slim Cessna's Auto Club - Always Say Please & Thank You (2000)

## Versioni pubblicate
- Alan Lomax e John A. Lomax Our Singing Country 1941 pagg. 44–45

## Altro
- Keep Your Eyes on the Prize